# Pinciano

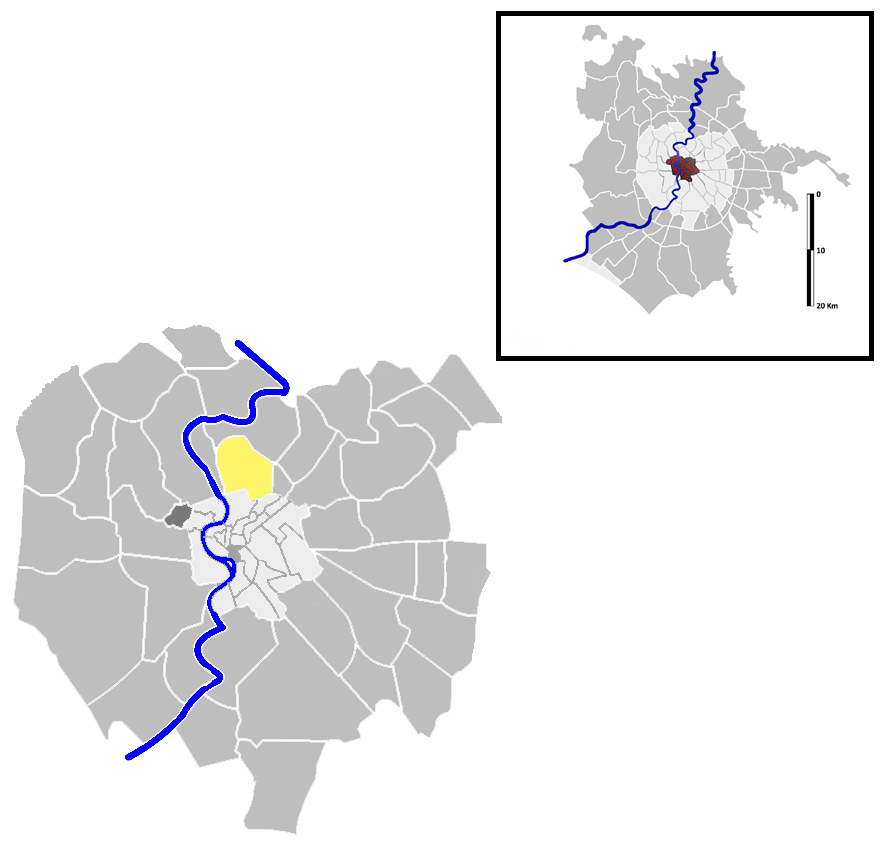
Localisation de Pinciano sur la carte administrative de Rome.

Pinciano est un quartiere (quartier) situé au nord de Rome en Italie prenant son nom du Monti Parioli. Il est désigné dans la nomenclature administrative par Q.III et fait partie du Municipio II. Sa population est de 21 465 habitants répartis sur une superficie de 3,5662 km².

## Historique
Pinciano fait partie des 15 premiers quartiers créés à Rome en 1911 et officiellement reconnu en 1921.

## Lieux particuliers
- Via Flaminia
- Porta del Popolo
- Porta Pinciana
- Mur d'Aurélien
- Bioparco
- Istituto Poligrafico e Zecca dello Stato
- Basilique Santa Teresa d'Avila
- Église Madonna dell'Arco Oscuro
- Église Santa Maria Immacolata a Villa Borghese
- Église Santa Teresa del Bambin Gesù in Panfilo
- Basilique Sacro Cuore Immacolato di Maria
- Église Santa Maria della Pace ai Parioli
- Basilique Sant'Eugenio
- Villa Borghèse :
  - Galerie Borghèse
  - Galerie nationale d'art moderne et contemporain
  - Musée Canonica
  - Musée civique de zoologie
  - Musée national étrusque de la villa Giulia
  - Théâtre Globe - Silvano Toti
- Villa Marignoli (Art Nouveau)

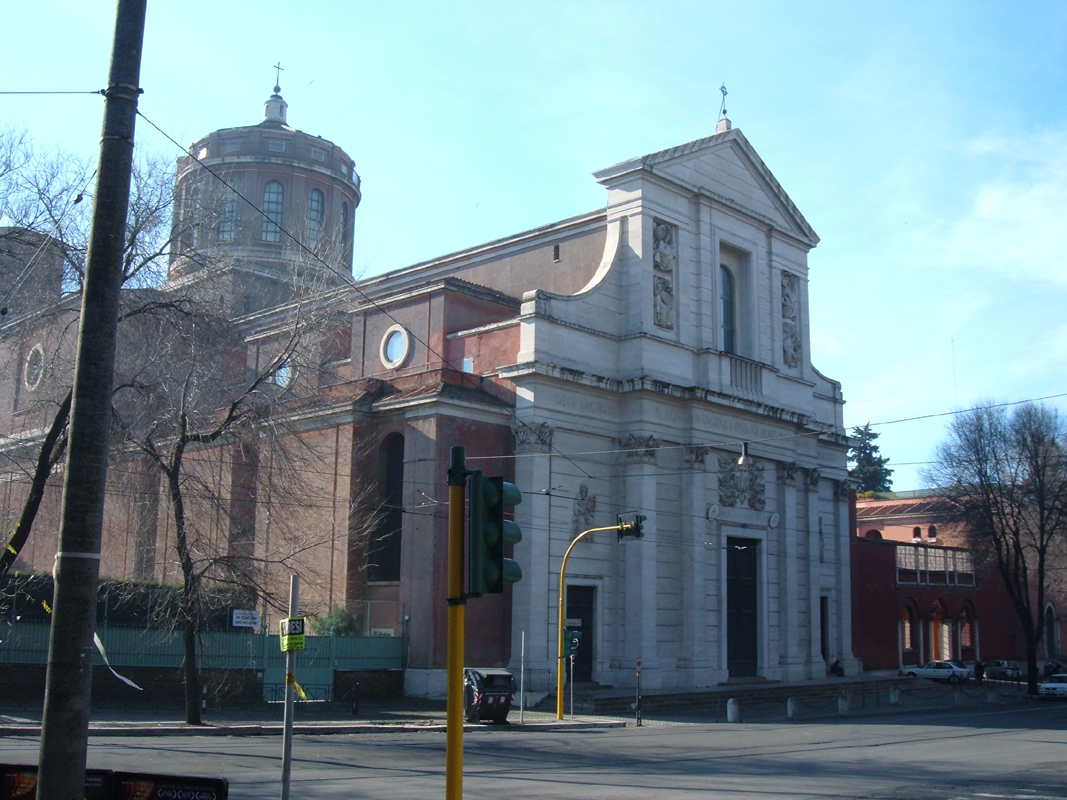
Basilique Sant'Eugenio
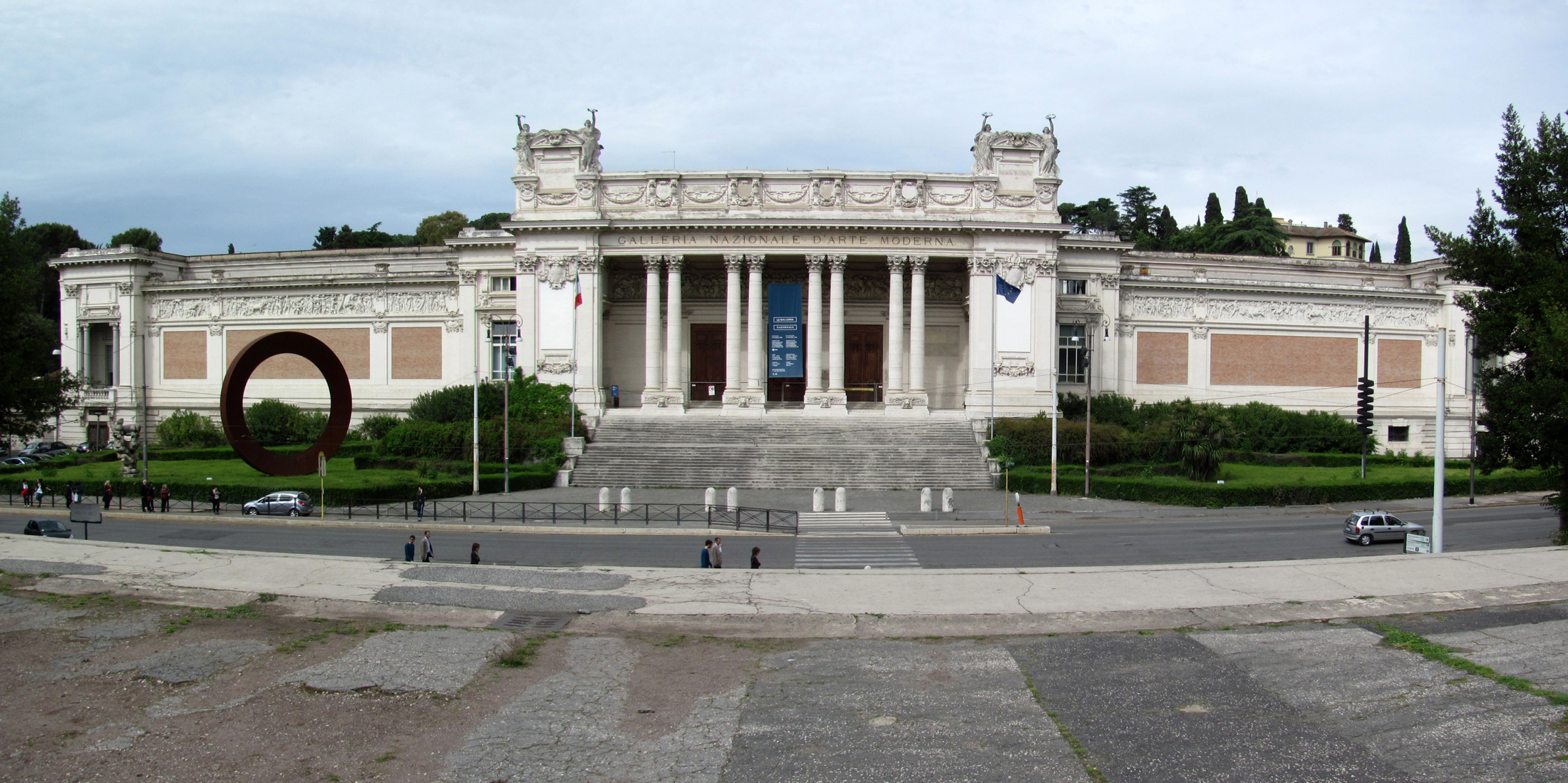
Galerie Nationale d'Art Moderne
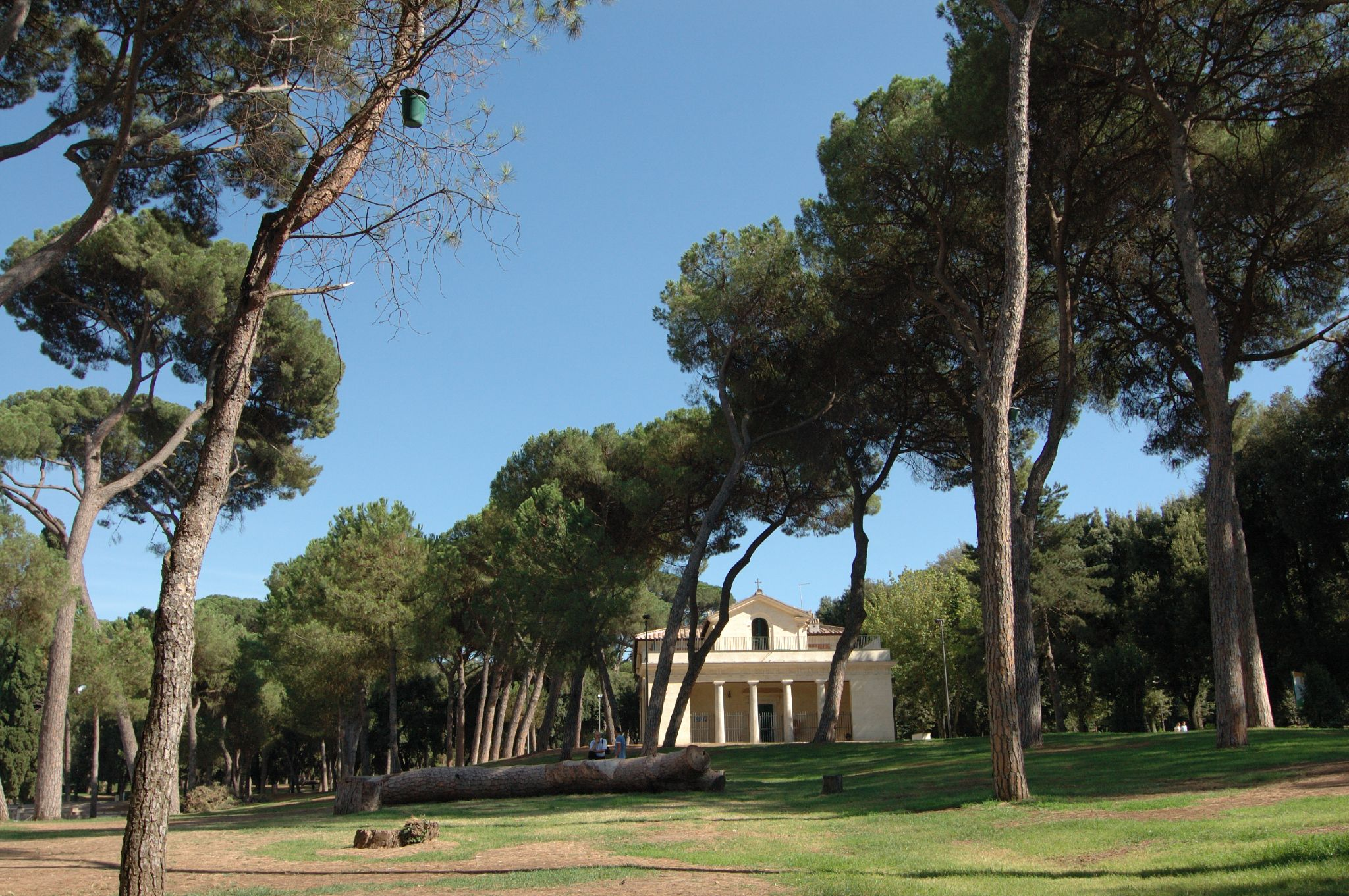
Eglise de l'Immacolata
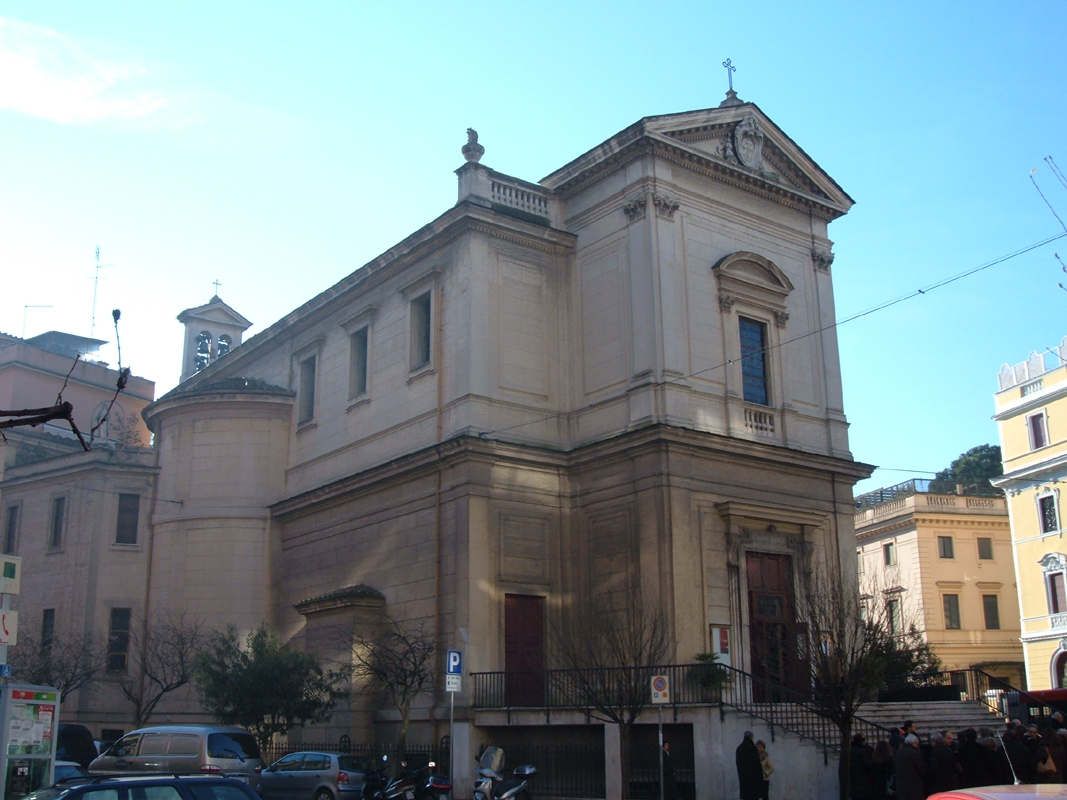
Santa Teresa in Panfilo
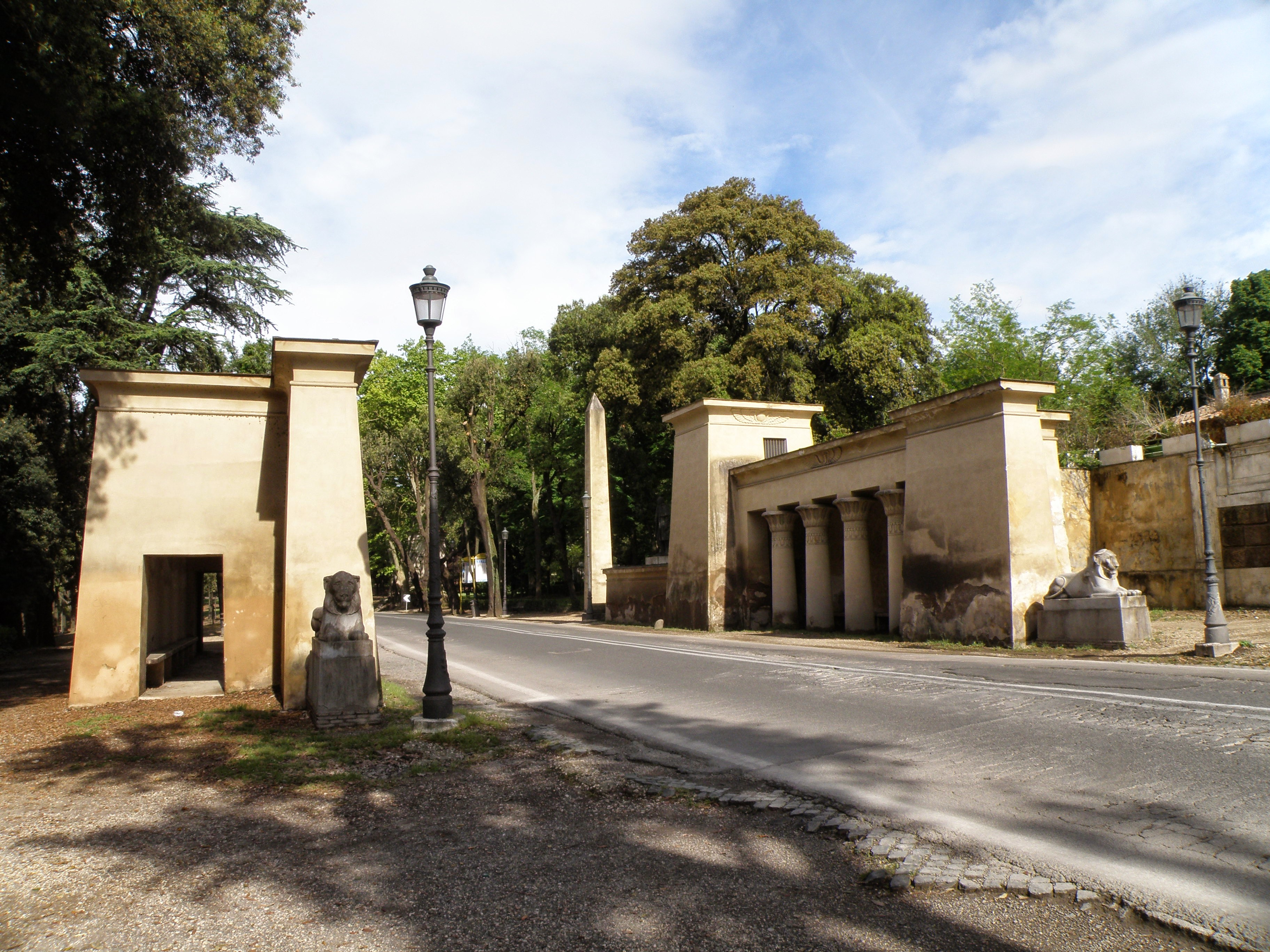
Propylées de la villa Borghese
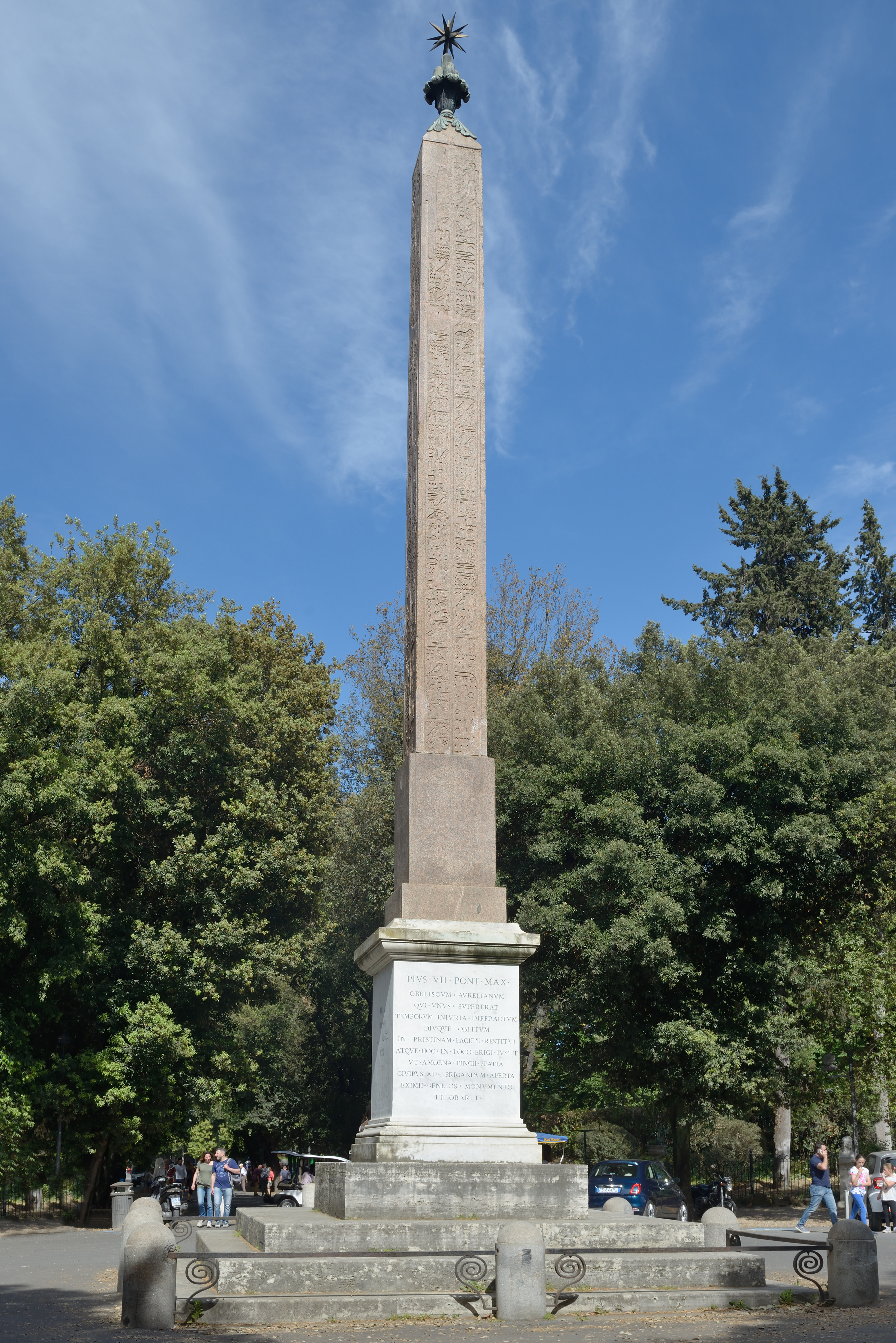
Obélisque du Pincio
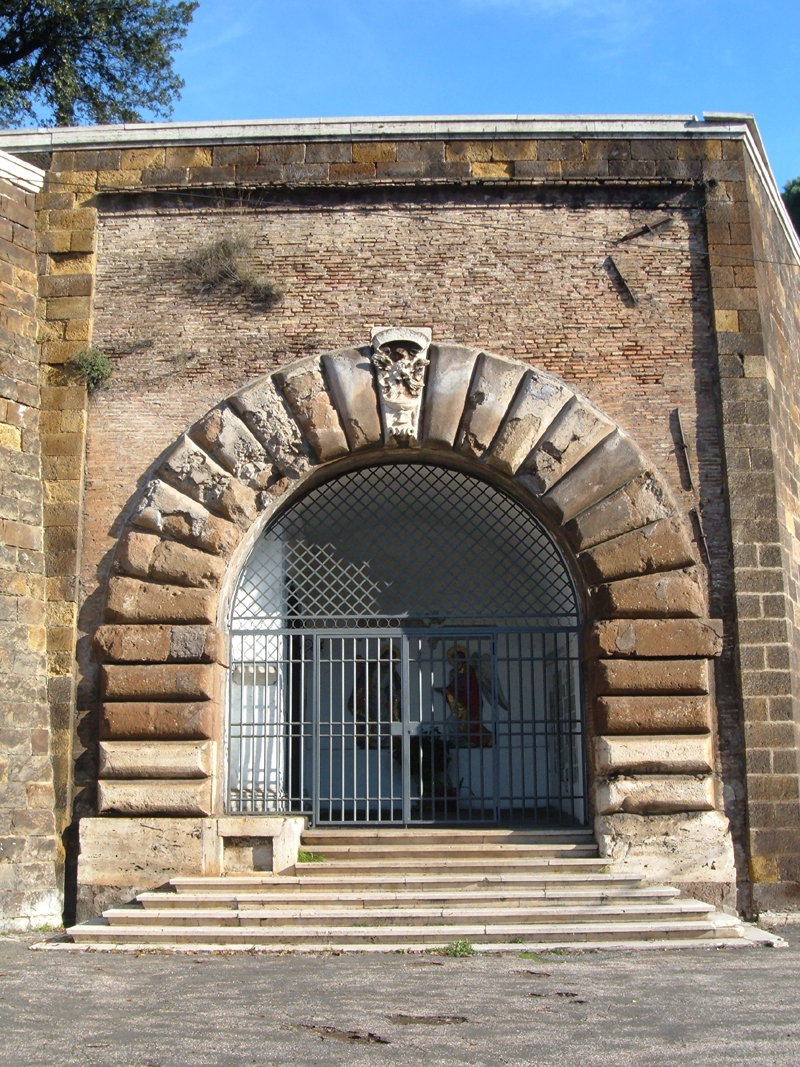
Madonna dell'Arco Oscuro